# جیمی کابوت
جیمی کابوت (انگلیسی: Jimmy Cabot؛ زادهٔ ۱۸ آوریل ۱۹۹۴) بازیکن فوتبال اهل فرانسه است.
از باشگاه‌هایی که در آن بازی کرده‌است می‌توان به باشگاه فوتبال تروا، باشگاه فوتبال آنژه، و باشگاه فوتبال لوریان اشاره کرد.